# Florian Elias
Florian Elias (* 7. August 2002 in Augsburg) ist ein deutscher Eishockeyspieler, der seit Juli 2024 bei den Augsburger Panthern aus der Deutschen Eishockey Liga (DEL) unter Vertrag steht. Zuvor spielte der Center bereits für die Adler Mannheim, Schwenninger Wild Wings und Iserlohn Roosters in der DEL. Sein jüngerer Bruder Moritz Elias ist ebenfalls professioneller Eishockeyspieler.

## Karriere

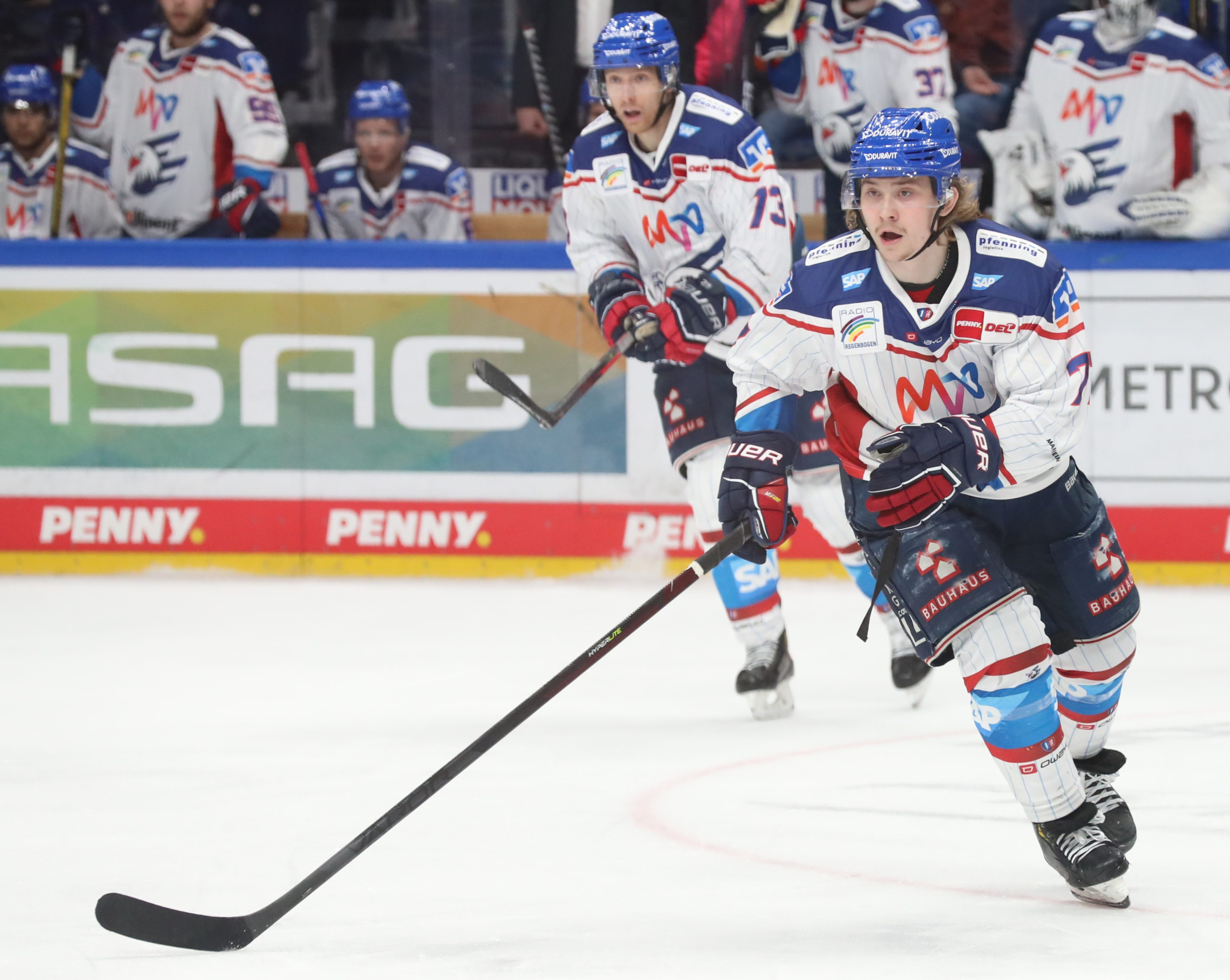
Elias im Trikot der Adler Mannheim (2022)

Nach Anfängen beim Augsburger EV und dem ESV Kaufbeuren kam Florian Elias im Sommer 2016 zu den Jungadlern Mannheim, wo der Stürmer in den ersten beiden Jahren in der Schüler-Bundesliga mit 144 Scorerpunkten in 75 Partien auf sich aufmerksam machte. Schon mit 15 Jahren lief er erstmals auch für das DNL-Team der Jungadler auf. Zweimal gewann er mit den Mannheimern die DNL-Meisterschaft, in der Saison 2019/20 war er mit 26 Treffern zudem der erfolgreichste Torschütze der Nachwuchsliga.
Zur Spielzeit 2020/21 erhielt Elias von den Adlern erstmals einen Profivertrag. Er sollte hauptsächlich per Förderlizenz für die Heilbronner Falken in der DEL2 aufs Eis gehen, setzte sich aber schon in seiner Debütsaison im DEL-Team in Mannheim durch. Nach drei Treffern und insgesamt acht Scorerpunkten in 34 Partien wurde er zum DEL-Rookie des Jahres gewählt. In den Playoffs zog er sich eine Handverletzung zu, sodass er die Saison vorzeitig beenden musste. Angesichts der überzeugenden Leistungen in der DEL und auch in den Junioren-Nationalmannschaften galt Elias als Kandidat für den NHL Entry Draft 2021, wurde letztlich aber von keinem NHL-Team ausgewählt. In Mannheim konnte er in der Spielzeit 2021/22 seine Punkteausbeute auf der Vorsaison bestätigen. Im Sommer 2022 verliehen ihn die Adler schließlich an die Schwenninger Wild Wings, bei denen er in der Saison 2022/23 mit acht Toren eine neue persönliche DEL-Bestmarke aufstellte.
Zur Saison 2023/24 wurde Elias für ein Jahr von den Iserlohn Roosters verpflichtet. Mit sechs Scorerpunkten in 41 Einsätzen erfüllte er jedoch nicht die Erwartungen. Der Stürmer wechselte daher im Juli 2024 zum Ligarivalen Augsburger Panther, von denen sein Bruder Moritz bereits unter Vertrag genommen worden war.

### International
Florian Elias durchlief ab 2017 die Nachwuchs-Nationalmannschaften des Deutschen Eishockey-Bundes. 2019 gelang ihm bei der Weltmeisterschaft der Division I mit der U18-Nationalmannschaft der Aufstieg in die Top-Division. Gewonnen wurde im Dezember 2019 auch ein Fünf-Nationen-Turnier in der Schweiz, bei dem Elias mit zwei Toren und sechs Vorlagen der Topscorer war. 2020 wurde er als Mitglied des deutschen Perspektivteams mit dem Namen Top Team Peking für den Deutschland Cup nominiert.
Mit der U20-Nationalmannschaft nahm der Augsburger an der Junioren-Weltmeisterschaft 2021 teil. Gemeinsam mit den späteren NHL-Stürmern Tim Stützle und John-Jason Peterka bildete er die erste Reihe und gehörte mit vier Treffern und fünf Vorlagen auch bei diesem Turnier zu den erfolgreichsten Scorern. Als erstes deutsches U20-Team überhaupt konnte sich die Mannschaft für das Viertelfinale qualifizieren. In der Folge führte Elias das deutsche Aufgebot bei der zunächst abgebrochenen U20-Junioren-Weltmeisterschaft 2022 als Mannschaftskapitän an. Bei den zwei deutschen Turnierspielen blieb er punktlos.

## Erfolge und Auszeichnungen
- 2018 DNL-Meister mit den Jungadler Mannheim
- 2019 DNL-Meister mit den Jungadler Mannheim
- 2020 Bester Torschütze der DNL-Hauptrunde
- 2021 DEL-Rookie des Jahres

### International
- 2019 Aufstieg in die Top-Division bei der U18-Junioren-Weltmeisterschaft der Division IA

## Karrierestatistik
Stand: Ende der Saison 2024/25

### International
Vertrat Deutschland bei:
- U18-Junioren-Weltmeisterschaft der Division IA 2019
- U20-Junioren-Weltmeisterschaft 2021
- abgebr. U20-Junioren-Weltmeisterschaft 2022

(Legende zur Spielerstatistik: Sp oder GP = absolvierte Spiele; T oder G = erzielte Tore; V oder A = erzielte Assists; Pkt oder Pts = erzielte Scorerpunkte; SM oder PIM = erhaltene Strafminuten; +/− = Plus/Minus-Bilanz; PP = erzielte Überzahltore; SH = erzielte Unterzahltore; GW = erzielte Siegtore; 1 Play-downs/Relegation; Kursiv: Statistik nicht vollständig)